# Semeyaza
Semeyaza (in aramaico: שמיחזה, in greco antico: Σεμιαζά?), trascritto anche come Samyaza, Semihazah, Shemyazaz, Samhazai, Sêmîazâz, Semjâzâ, Samjâzâ, Shemhazah, Tanvir, Onik e che in aramaico significa "il mio nome ha visto", è il capo degli angeli caduti, secondo la tradizione riportata nel libro di Enoch e nel libro dei Giganti. Le tradizioni giudaico-cristiane successive lo identificano con Lucifero e con Satana.

## Nel Libro di Enoch
La figura di Semeyaza viene introdotta all'inizio del Libro dei Vigilanti: la prima parte del Libro di Enoch, testo di origine giudaica ritenuto apocrifo dalla Chiesa cattolica, ma adottato come canonico dalle Chiese ortodosse etiope ed eritrea. Nel Libro di Enoch si racconta che Semeyaza fu il capo di una schiera di angeli vigilanti il cui compito era appunto la vigilanza passiva degli esseri umani. Durante la sorveglianza degli umani, Semeyaza e i suoi angeli sottoposti si innamorano delle ragazze che popolavano la terra e decisero dunque di scendere dal cielo per unirsi a loro, contravvenendo agli ordini prescritti dall'alto. 
Consapevole della dura punizione che tale operazione avrebbe comportato, e presagente di come egli sarebbe stato ancor più duramente condannato rispetto ai suoi sottoposti per via del ruolo e responsabilità che ricopriva, Semeyaza si rivolge ai suoi compagni, che in tutto erano duecento, e disse loro: "Io temo che accada che voi non vogliate che ciò sia fatto e che io solo pagherò il fio di questo grande peccato". A tale provocazione gli altri angeli rispondono giurando tutti fedeltà al loro proposito, mettendolo poi in pratica.
Una volta scesi sulla terra, ogni angelo scelse una donna a cui unirsi, e da tali unioni nacquero in seguito degli esseri ibridi, i giganti: figure centrali dell'omonimo libro e presenti anche in tradizioni giudaiche successive.  Oltre a ciò, gli angeli che si unirono agli uomini insegnarono loro la costruzione delle armi, il taglio delle pietre preziose, l'astronomia ed altre arti, analogamente a quanto è detto che gli apkallu ebbero fatto nella mitologia sumera. L'insegnamento di queste arti, prima sconosciute agli uomini, provocò la corruzione degli animi umani e l'insorgere di violenze e sopraffazioni, acuite dal comportamento empio degli stessi giganti.
Osservando dal cielo il dilagare della violenza sulla Terra, i quattro arcangeli Michele, Gabriele, Raffaele e Uriele, qui nominati nel libro di Enoch per la prima volta, pregano Dio di intervenire, facendo tra le altre cose notare che Semeyaza, al quale Dio stesso aveva dato il potere di dominare sugli altri angeli, avesse insegnato agli esseri umani l'arte degli incantesimi.
Allora Dio interviene inviando gli arcangeli a punire gli angeli caduti, in particolare ordinando a Michele di imprigionare Semeyaza e i suoi compagni per settanta generazioni sotto le colline della terra, in attesa del giudizio universale.

## Nel Libro dei Giganti
Il Libro dei Giganti è un testo apocrifo rinvenuto tra i manoscritti di Qumran (1Q23–4; 2Q26; 4Q203; 530–33; 6Q8), che Józef Milik e altri studiosi hanno ipotizzato facesse un tempo parte integrante del libro di Enoch, in particolare al posto del cosiddetto Libro delle Parabole, di redazione sicuramente più tarda rispetto al resto del testo enochico. Il motivo dell'espunzione sarebbe, secondo lo studioso polacco, dovuto al fatto che Semeyaza e gli altri angeli caduti sono presentati come penitenti, il che era in netto contrasto con la dottrina giudaico-cristiana secondo cui per loro non ci sarebbe stata possibilità di salvezza.
Il testo del libro dei Giganti ci è giunto in maniera molto frammentaria, ma può essere in parte ricostruito grazie al Bereshit Rabbati, un Midrash del XI secolo che riporta parte di questa tradizione, pervenuta all'autore in maniera parallela al ritrovamento del testo originale, che è avvenuto solo nel 1947.
Il libro dei Giganti racconta appunto il pentimento di Semeyaza e dei suoi figli, dei quali vengono riportati i nomi, Ohya e Hahya, e di altri angeli e giganti, tra i quali il figlio dell'angelo Barachele, Mahway. Proprio quest'ultimo, al termine di una discussione con altri giganti e con Semeyaza, alla quale intervengono anche il re sumero di Uruk Gilgamesh e probabilmente il mitico guardiano della foresta dei cedri Ḫumbaba della mitologia mesopotamica, viene inviato a cercare Enoch per chiedergli di intercedere perché i loro peccati vengano perdonati, ricevendo dal patriarca un messaggio di condanna, accompagnato però da una nota finale di speranza e di invito alla preghiera.

## Interpretazione e tradizioni successive
La storia di Semeyaza riportata nel Libro dei Vigilanti del libro di Enoch e nel Libro dei Giganti amplia la tradizione della caduta degli angeli riportata nel libro della Genesi, dove però non viene esplicitamente citato il nome degli angeli e del loro capo. Inoltre, nel Libro dei Vigilanti non viene riportato il patto tra Dio e Noè che invece è presente nel passo biblico, il che fa presumere secondo alcuni filologi una datazione molto antica della prima parte del libro di Enoch, forse addirittura anteriore alla redazione finale dello stesso libro della Genesi.
La tradizione giudaico-cristiana ignora il nome di Semeyaza nei testi successivi al libro di Enoch e al libro dei Giganti, se non, come riportato nella sezione precedente, nel Bereshit Rabbati, ma lo identifica invece con Helel ben Shaḥar, Lucifero "figlio dell'aurora", nominato direttamente nel libro di Isaia e indirettamente in quello di Ezechiele e successivamente, secondo la Jewish Encyclopedia, con Satana/Sataniel (figura possibilmente sovrapponibile con quella dell'angelo Samaele).
Nella Cappella di Rosslyn, presso Edimburgo, è presente una statua di un angelo che potrebbe rappresentare Semeyaza.